# Acanthopteroctetes unifascia
Acanthopteroctetes unifascia är en fjärilsart som beskrevs av Davis 1978. Acanthopteroctetes unifascia ingår i släktet Acanthopteroctetes och familjen Acanthopteroctetidae. Inga underarter finns listade i Catalogue of Life.